# Brahman (groupe)
Pour les articles homonymes, voir Brahman (homonymie).
Pour les articles homonymes, voir Brahman.
Brahman (ブラフマン, Burafuman), stylisé BRAHMAN, est un groupe de punk rock japonais, originaire de Tokyo. Formé en 1995, il se produit sous le label Toy's Factory. Les racines musicales du groupe sont résolument punk rock, mais est influencée par divers autres genres musicaux comme la musique tzigane.

## Biographie
En 1995, le groupe de Toshi-low et Daisuke (guitare), Killed by Myself, se sépare. Entretemps, les groupes de Makoto et Ronzi se séparent aussi. Ils se réunissent ensemble à Tokyo pour former ce qu'adviendra Brahman. Les racines musicales du groupe sont résolument punk rock, mais est influencée par divers autres genres musicaux comme la musique tzigane. En 1996, le groupe publie son tout premier EP, intitulé Grope our Way, puis Daisuke quitte le groupe. En 1997, ils publient l'EP Wait and Wait. Par la suite, Kohki se joint au groupe, qui restera un quatuor, endossant la guitare. En 1998, ils publient leur tout premier album studio, A Man of the World. Grâce à cet album, le groupe obtient un contrat avec le label japonais Toy's Factory en 1999. Ils y publient le single Deep/Arrival Time. Le groupe apparait alors à la 6e place de l'Oricon avec 200 000 exemplaires vendus. Ils participent aussi au concert Tibetan Freedom la même année.
Brahman participe au concert Air Jam en 2000, au Chiba Marine Stadium, performance qui sera enregistrée et éditée en format VHS. Ils publient ensuite la cassette vidéo Craving, qui sera rééditée, l'année suivante en 2001, en format DVD. En 2001, le groupe publie son deuxième album studio, A For Lorn Hope, qui se classe deuxième sur l'Oricon avec plus de 500 000 exemplaires vendus. Ils participent par la suite au festival Fuji Rock '01, et effectuent une tournée de 50 dates en soutien à l'album. En 2002, ils jouent en Italie et à Taïwan. En avril 2003, Toshi-low épouse une actrice. En 2004 sort leur troisième album studio, The Middle Way.
En 2005, ils sortent leur deuxième single de l'année, Causation,qui apparait dixième à l'Oricon. En début décembre 2005, ils sont annoncés pour cinq dates en France. En 2006, un DVD live, Theoria, est publié. En 2007 sort le single Handan's Pillow.  Cette même année sort leur quatrième album studio, Antinomy.
Le 7 septembre 2011, Brahman publie son nouveau single Hekireki, la première sortie du groupe en quatre ans et demi, depuis Handan's pillow/Gyakukou en 2007. Ils joueront aussi au festival Rock in Japan le 7 août, et à l'Air Jam pour la première fois en onze ans. Puis le groupe commencera une tournée nationale appelée '2011 TOUR [Hekireki], qui débutera à Okinawa le 8 octobre 2011, et terminera à Niigata le 15 novembre. En 2012, ils participent de nouveau à l'Air Jam. Le 20 février 2013, le groupe publie son cinquième album studio, Kaikoku.  
Le 4 juillet 2015, un documentaire spécial sur les 20 ans du groupe est réalisé. Le 12 août 2015 sort Exhausted Miracle, le premier best-of du groupe. Les 14 et 15 novembre 2015, ils jouent l'Exhaustion Moment au Makuhari Messe pour célébrer ses vingt ans d'existence, devant plus de 45 000 spectateurs. Le 24 avril 2016, ils jouent au Synchronicity.

## Membres

### Membres actuels
- Toshi-low - chant (depuis 1995)
- Kohki - guitare (depuis 1997)
- Makoto - basse (depuis 1995)
- Ronzi - batterie (depuis 1995)

### Ancien membre
- Daisuke - guitare (1995–1997)

## Discographie

### Albums studio
- 1998 : A Man of the World
- 2001 : A For Lorn Hope
- 2004 : The Middle Way
- 2007 : Antinomy
- 2009 : Eternal Recurrence
- 2013 : 超克 (Kaikoku)

### Best-of
- 2015 : 尽未来際

### Albums live
- 2000 : Craving (cassette, réédité en DVD en 2001)
- 2006 : Theoria
- 2008 : The third Antinomy
- 2012 : Live and Document Films
- 2013 : The Octagon
- 2015 : Trailer

### Singles
- 1999 : Deep/Arrival Time
- 2005 : Causation
- 2007 : Handan's Pillow/逆光
- 2011 : 霹靂
- 2012 : 露命 (CD et DVD)
- 2015 : 其限 〜sorekiri〜 (CD et DVD)
- 2017 : 不倶戴天-フグタイテン- (CD et DVD)

### EP
- 1996 : Grope our Way
- 1997 : Wait and Wait